# TEAD4
TEAD4 (англ. TEA domain transcription factor 4) – білок, який кодується однойменним геном, розташованим у людей на короткому плечі 12-ї хромосоми. Довжина поліпептидного ланцюга білка становить 434 амінокислот, а молекулярна маса — 48 329.
| 10         |  | 20         |  | 30         |  | 40         |  | 50         |
| ---------- |  | ---------- |  | ---------- |  | ---------- |  | ---------- |
| MEGTAGTITS |  | NEWSSPTSPE |  | GSTASGGSQA |  | LDKPIDNDAE |  | GVWSPDIEQS |
| FQEALAIYPP |  | CGRRKIILSD |  | EGKMYGRNEL |  | IARYIKLRTG |  | KTRTRKQVSS |
| HIQVLARRKA |  | REIQAKLKDQ |  | AAKDKALQSM |  | AAMSSAQIIS |  | ATAFHSSMAL |
| ARGPGRPAVS |  | GFWQGALPGQ |  | AGTSHDVKPF |  | SQQTYAVQPP |  | LPLPGFESPA |
| GPAPSPSAPP |  | APPWQGRSVA |  | SSKLWMLEFS |  | AFLEQQQDPD |  | TYNKHLFVHI |
| GQSSPSYSDP |  | YLEAVDIRQI |  | YDKFPEKKGG |  | LKDLFERGPS |  | NAFFLVKFWA |
| DLNTNIEDEG |  | SSFYGVSSQY |  | ESPENMIITC |  | STKVCSFGKQ |  | VVEKVETEYA |
| RYENGHYSYR |  | IHRSPLCEYM |  | INFIHKLKHL |  | PEKYMMNSVL |  | ENFTILQVVT |
| NRDTQETLLC |  | IAYVFEVSAS |  | EHGAQHHIYR |  | LVKE       |  |            |

A: Аланін

C: Цистеїн

D: Аспарагінова кислота

E: Глутамінова кислота

F: Фенілаланін

G: Гліцин

H: Гістидин

I: Ізолейцин

K: Лізин

L: Лейцин

M: Метіонін

N: Аспарагін

P: Пролін

Q: Глутамін

R: Аргінін

S: Серин

T: Треонін

V: Валін

W: Триптофан

Кодований геном білок за функцією належить до активаторів. 
Задіяний у таких біологічних процесах, як транскрипція, регуляція транскрипції, альтернативний сплайсинг. 
Білок має сайт для зв'язування з ДНК. 
Локалізований у ядрі.